# Jeff Blatnick
Jeffrey Carl „Jeff“ Blatnick (26. července 1957, Schenectady, New York, USA – 24. října 2012, Ballston, New York) byl americký zápasník. V roce 1984 vybojoval na olympijských hrách v Los Angeles zlatou medaili v zápase řecko-římském v kategorii nad 100 kg.
Se zápasem začínal na střední škole. V roce 1975 se stal přeborníkem v těžké váze. Blatnick byl nominován již do reprezentačního týmu pro olympijské hry v Moskvě 1980. Ty však Spojené státy nakonec bojkotovaly z důvodu invaze Sovětského svazu do Afghánistánu. V roce 1982 mu byla zjištěna rakovina. Podrobil se operaci, při které mu byla odstraněna slezina a podstoupil ozařování. V roce 1984 již byl opět připraven reprezentovat Spojené státy na olympijských hrách.
V roce 1988 ukončil aktivní kariéru, až do své smrti působil jako trenér na Burnt Hills-Ballston Lake High School. Pracoval také jako motivační řečník a sportovní komentátor a analytik. V roce 1999 byl uveden do Americké síně slávy zápasu.
Zemřel 24. října 2012 ve věku 55 let na komplikace spojené s prodělanou operací srdce.